# Andreea Crețulescu
Andreea Crețulescu (n. 12 decembrie 1975, București) este o jurnalistă de televiziune care activează la România TV, realizatoare și moderatoare a emisiunii fanion a postului, "România la Raport".
Andreea Crețulescu a debutat în presa scrisă în anul 1994 la Cronica Română.
În anul 1997 s-a alăturat echipei de știri a postului Tele 7 ABC.
După aproape doi ani a părăsit împreună cu toată echipa de știri televiziunea din Piața Victoriei pentru a demara un proiect la Observatorul Antenei 1. S-a remarcat ca reporter politic prin întrebările incomode și acide adresate parlamentarilor, dar și prin producțiile proprii realizate: "PrimAR vrea să fie".
Din anul 2005 a început ascensiunea la Realitatea TV ca realizator și moderator al mai multor emisiuni, reportaje, știri și campanii.
Inițial l-a înlocuit pe Cosmin Prelipceanu la pupitrul emisiunii "Deschide Lumea". A prezentat numeroase ediții ale "Reporterilor Realității" și "Fabrica".
În anul 2008 a fost promovată în prime-time ca înlocuitor al lui Robert Turcescu a cărui emisiune începuse să se prăbușească în audiențe.
Andreea Crețulescu a moderat în prime-time "Realitatea te privește", lansând în televiziunile românești infotainmentul: subiecte social-politice la zi îmbinate cu satire la adresa așa-zișilor "Șmecheri de România". Timp de doi ani a fost principalul competitor pentru "Sinteza Zilei" și "În Gura Presei", emisiuni ale postului Antena 3 difuzate pe același segment orar.
O perioadă a lipsit de pe sticlă fiind implicată în deschiderea postului de știri Publika TV la Chișinău. În urma succesului înregistrat cu Publika, a fost desemnată de acționarii postului Prime TV (liderul televiziunilor din Republica Moldova) ca manager de proiect pentru reorganizarea departamentelor de știri din grupul media Prime.
A revenit la Realitatea TV în 2011 ca moderator la "Realitatea te privește". După scindarea din 2011 a Realității TV, Andreea Crețulescu a rămas fidelă brandului care a consacrat-o și moderează principalul talk-show de prime time al postului, "Realitatea la Raport".
În anul 2012 Andreea Crețulescu a primit premiul A.P.T.R. pentru cea mai bună emisiune de investigații.